# Denis Pimankov
Denis Sergueïevitch Pimankov (en russe : Денис Сергеевич Пиманков), né le 4 février 1975 à Iekaterinbourg, est un nageur russe.

## Palmarès

### Championnats du monde de natation
- Championnats du monde en grand bassin
  - Championnats du monde de natation 1998 à Perth
    -  Médaille de bronze du 4 × 100 m nage libre

  - Championnats du monde de natation 2003 à Barcelone
    -  Médaille d'or du 4 × 100 m nage libre

- Championnats du monde en petit bassin
  - Championnats du monde en petit bassin 2002 à Moscou
    -  Médaille de bronze du 4 × 100 m nage libre
    -  Médaille de bronze du 4 × 100 m 4 nages[1]

  - Championnats du monde en petit bassin 2000 à Athènes
    -  Médaille de bronze du 4 × 200 m nage libre

  - Championnats du monde en petit bassin 1995 à Rio de Janeiro
    -  Médaille d'argent du 100 m papillon
    -  Médaille de bronze du 4 × 100 m 4 nages

### Championnats d'Europe de natation
- Championnats d'Europe en grand bassin
  - Championnats d'Europe de natation 2004 à Madrid
    -  Médaille d'argent du 4 × 100 mètres nage libre

  - Championnats d'Europe de natation 2000 à Helsinki
    -  Médaille d'or du 4 × 100 mètres nage libre

  - Championnats d'Europe de natation 1999 à Istanbul
    -  Médaille d'argent du 4 × 100 mètres nage libre
- Championnats d'Europe en petit bassin
  - Championnats d'Europe en petit bassin 2000 à Valence
    -  Médaille d'argent du 100 mètres nage libre